# Saison 3 de Mom
Chronologie
Saison 2 Saison 4
Cet article présente le guide des épisodes de la troisième saison de la série télévisée américaine Mom.

## Généralités
- Au Canada, la saison a été diffusée en simultané sur le réseau Citytv.
- Cette saison a commencé sur Comedie+ le 19 novembre 2016

## Synopsis
La série raconte l'histoire d'une mère célibataire qui, après son combat contre l'alcool, décide de refaire sa vie à Napa Valley en Californie.

## Distribution

### Acteurs principaux
- Anna Faris (VF : Ingrid Donnadieu) : Christy Plunkett
- Allison Janney (VF : Marie Vincent) : Bonnie Plunkett, mère de Christy
- Matt L. Jones (VF : Jérôme Pauwels) : Baxter, ex-mari de Christy
- Mimi Kennedy (VF : Brigitte Virtudes) : Marjorie Armstrong
- Blake Garrett Rosenthal (VF : Oscar Pauwels) : Roscoe, fils de Christy et Baxter
- Jaime Pressly (VF : Valérie Nosrée) : Jill Kendall
- Beth Hall (VF : Véronique Rivière) : Wendy

### Acteurs récurrents et invités
- Sadie Calvano (VF : Jessica Monceau) : Violet, fille de Christy (épisodes 4, 7, 20 à 22)
- Courtney Henggeler (VF : Véronique Borgias) : Claudia (prononcé « Clowdia »)
- Octavia Spencer (VF : Marie Lenoir) : Regina Tompkins[1]
- David Krumholtz (VF : Xavier Béja) : Gregory Munschnick[1] (épisodes 4 et 7)
- Sara Rue(VF : Marjorie Frantz) : Candace Hayes, petite amie de Baxter
- Emily Osment (VF : Camille Donda) : Jodi Hubbard[2] (épisodes 2, 3, 7 et 12)
- Ellen Burstyn (VF : Cathy Cerdà) : Shirley, mère de Bonnie[3] (épisode 1)
- June Squibb : Dottie[3] (épisode 1)
- Don McManus (VF : Michel Dodane) : Steve Casper (épisodes 5, 7, 10 et 14)
- Harry Hamlin (VF : Philippe Dumond) : Fred[4] (épisodes 8 et 9)
- Joe Manganiello : Julian[5] (épisode 11)
- Judy Greer (VF : Anne Massoteau) : Michelle[6] (épisode 3)
- Linda Lavin (VF : Françoise Pavy) : Phyllis, mère de Gregory[7] (épisode 7)
- Rosie O'Donnell : Jeanine (épisode 10)
- William Fichtner (VF : Éric Aubrahn) : Adam (épisodes 16 à 19)
- French Stewart (VF : Laurent Morteau) : Chef Rudy (épisode 19)
- Reggie De Leon : Paul (épisode 19)
- Richard Schiff : collègue de travail de Bonnie[8] (épisode 20)

## Épisodes

### Épisode 1:On ne choisit pas sa famille
- États-Unis /  Canada : 5 novembre 2015[9] sur CBS / Citytv[10]
- France : 19 novembre 2016 sur Comédie+[11]
- Québec : 5 septembre 2019 sur VRAK.TV

- États-Unis : 7,28 millions de téléspectateurs[12] (première diffusion)

- Ellen Burstyn (Shirley)
- June Squibb (Dottie)
- Lauri Johnson (Beatrice)

### Épisode 2:Positive attitude
- États-Unis /  Canada : 12 novembre 2015 sur CBS / Citytv
- France : 19 novembre 2016 sur Comédie+
- Québec : 12 septembre 2019 sur VRAK.TV

- États-Unis : 7,16 millions de téléspectateurs[13] (première diffusion)

- Courtney Henggeler (Claudia)
- Sara Rue (Candace)
- Emily Osment (Jodi)
- Michael Dimente (Bruce O.C.)

### Épisode 3:Intervention divine
- États-Unis /  Canada : 19 novembre 2015 sur CBS / Citytv
- France : 19 novembre 2016 sur Comédie+
- Québec : 19 septembre 2019 sur VRAK.TV

- États-Unis : 7,46 millions de téléspectateurs[14] (première diffusion)

- Judy Greer (Michelle)
- Charlie Robinson (Mr. Munson)
- Emily Osment (Jodi)
- Sonya Eddy (Angela)
- Daisy Galvis (Woman)

### Épisode 4:Amende honorable
- États-Unis /  Canada : 26 novembre 2015 sur CBS / Citytv
- France : 19 novembre 2016 sur Comédie+
- Québec : 26 septembre 2019 sur VRAK.TV

- États-Unis : 6,72 millions de téléspectateurs[15] (première diffusion)

- David Krumholtz (Gregory)
- Amy Hill (Beverly)
- Sonia Jackson (Janet)

### Épisode 5:Opération séduction
- États-Unis /  Canada : 10 décembre 2015 sur CBS / Citytv
- France : 26 novembre 2016 sur Comédie+
- Québec : 3 octobre 2019 sur VRAK.TV

- États-Unis : 6,87 millions de téléspectateurs[16] (première diffusion)

- Don McManus (Steve)
- Sara Rue (Candace)
- Tricia O'Kelley (Mrs. Lippert)

### Épisode 6:Recherche mâle désespérément
- États-Unis /  Canada : 17 décembre 2015 sur CBS / Citytv
- France : 26 novembre 2016 sur Comédie+
- Québec : 10 octobre 2019 sur VRAK.TV

- États-Unis : 8,95 millions de téléspectateurs[17] (première diffusion)
- Canada : 828 000 téléspectateurs[18] (première diffusion + différé 7 jours)

- Octavia Spencer (Regina)
- Sara Rue (Candace)
- Lamont Thompson (Marcus)
- Daniel Montgomery (Andre)
- Shawn Parikh (Craig)
- Doug Morency (Dave)

### Épisode 7:Dîner de famille
- États-Unis /  Canada : 7 janvier 2016 sur CBS[19] / Citytv
- France : 26 novembre 2016 sur Comédie+
- Québec : 17 octobre 2019 sur VRAK.TV

- États-Unis : 8,71 millions de téléspectateurs[20] (première diffusion)

- Don McManus (Steve)
- David Krumholtz (Gregory)
- Emily Osment (Jodi)
- Linda Lavin (Phyllis)

### Épisode 8:Touche pas à mon père
- États-Unis /  Canada : 14 janvier 2016 sur CBS / Citytv
- France : 26 novembre 2016 sur Comédie+
- Québec : 24 octobre 2019 sur VRAK.TV

- États-Unis : 8,33 millions de téléspectateurs[21] (première diffusion)
- Canada : 953 000 téléspectateurs[22] (première diffusion + différé 7 jours)

- Sara Rue (Candace)
- Harry Hamlin (Fred)
- Grady Harmon (Delivery Man)

### Épisode 9:Belle-maman
- États-Unis /  Canada : 21 janvier 2016 sur CBS / Citytv
- France : 3 décembre 2016 sur Comédie+
- Québec : 31 octobre 2019 sur VRAK.TV

- États-Unis : 8,49 millions de téléspectateurs[23] (première diffusion)

- Sara Rue (Candace)
- Harry Hamlin (Fred)
- Rodney J. Hobbs (Waiter)

### Épisode 10:Tante Jeanine
- États-Unis /  Canada : 4 février 2016 sur CBS / Citytv
- France : 3 décembre 2016 sur Comédie+
- Québec : 7 novembre 2019 sur VRAK.TV

- États-Unis : 7,96 millions de téléspectateurs[24] (première diffusion)

- Don McManus (Steve)
- Rosie O'Donnell (Jeanine)
- Alec Mapa (Milo)
- Joe Dietl (Larry)
- Monica Garcia (Soledad)
- Israel Sáez de Miguel (Antonio)

### Épisode 11:Pure charité
- États-Unis /  Canada : 11 février 2016 sur CBS / Citytv
- France : 3 décembre 2016 sur Comédie+
- Québec : 14 novembre 2019 sur VRAK.TV

- États-Unis : 8,13 millions de téléspectateurs[25] (première diffusion)

- Joe Manganiello (Julian)
- Jean St. James (Tricia)
- Meghan McDonough (Tina)

### Épisode 12:L'héroïne du jour
- États-Unis /  Canada : 18 février 2016 sur CBS / Citytv
- France : 3 décembre 2016 sur Comédie+
- Québec : 21 novembre 2019 sur VRAK.TV

- États-Unis : 8,68 millions de téléspectateurs[26] (première diffusion)

- Emily Osment (Jodi)
- Jonny Coyne (Mr. Perugian)
- Rhea Perlman (Anya)
- Tom Mardirosian (Priest)

### Épisode 13:Frontière émotionnelle
- États-Unis /  Canada : 25 février 2016 sur CBS / Citytv
- France : 10 décembre 2016 sur Comédie+
- Québec : 28 novembre 2019 sur VRAK.TV

- États-Unis : 7,90 millions de téléspectateurs[27] (première diffusion)

- David Mattey (Pierre)
- Sammy Aaron (Craig)
- Gary Kraus (Ted)
- Cutter Mitchell (Wayne)
- Dave Fennoy (Narrator)

### Épisode 14:Tache mortelle
- États-Unis /  Canada : 3 mars 2016 sur CBS / Citytv
- France : 10 décembre 2016 sur Comédie+
- Québec : 5 décembre 2019 sur VRAK.TV

- États-Unis : 7,98 millions de téléspectateurs[28] (première diffusion)

- Don McManus (Steve)
- Sean T. Krishnan (Dr Patel)

### Épisode 15:Changement séduisant
- États-Unis /  Canada : 10 mars 2016 sur CBS / Citytv
- France : 10 décembre 2016 sur Comédie+
- Québec : 12 décembre 2019 sur VRAK.TV

- États-Unis : 7,88 millions de téléspectateurs[29] (première diffusion)

- Lauri Johnson (Beatrice)
- Jim Pirri (en) (Italian Language Instructor)

### Épisode 16:Mauvais numéro
- États-Unis /  Canada : 7 avril 2016 sur CBS / Citytv
- France : 10 décembre 2016 sur Comédie+
- Québec : 19 décembre 2019 sur VRAK.TV

- États-Unis : 7,17 millions de téléspectateurs[30] (première diffusion)

- William Fichtner (Adam)
- Lauri Johnson (Beatrice)
- Monti Washington (Bernard)
- Chance Denman (Carl)
- Bonnie Hellman (Barbara)

### Épisode 17:Preuves à l'appui
- États-Unis /  Canada : 14 avril 2016 sur CBS / Citytv
- France : 10 décembre 2016 sur Comédie+
- Québec : 6 janvier 2020 sur VRAK.TV

- États-Unis : 7,46 millions de téléspectateurs[31] (première diffusion)

- William Fichtner (Adam)
- Wylie Small (Woman)

### Épisode 18:Passif intolérable
- États-Unis /  Canada : 21 avril 2016 sur CBS / Citytv
- France : 17 décembre 2016 sur Comédie+
- Québec : 13 janvier 2020 sur VRAK.TV

- États-Unis : 8,31 millions de téléspectateurs[32] (première diffusion)

- William Fichtner (Adam)
- Mary Pat Gleason (Mary)
- Jesse Luken (Travis)

### Épisode 19:Coûte que coûte
- États-Unis /  Canada : 28 avril 2016 sur CBS / Citytv
- France : 17 décembre 2016 sur Comédie+
- Québec : 20 janvier 2020 sur VRAK.TV

- États-Unis : 8,27 millions de téléspectateurs[33] (première diffusion)

- William Fichtner (Adam)
- Reggie De Leon (Paul)
- Steven Boyer (Dave)
- George Paez (Ramone)
- Susan Leslie (Wife)

### Épisode 20:Mères indignes
- États-Unis /  Canada : 5 mai 2016 sur CBS / Citytv
- France : 17 décembre 2016 sur Comédie+
- Québec : 27 janvier 2020 sur VRAK.TV

- États-Unis : 7,92 millions de téléspectateurs[34] (première diffusion)

- Richard Schiff (Robert)
- Stacey Travis (Deborah)

### Épisode 21:De mère en fille
- États-Unis /  Canada : 12 mai 2016 sur CBS / Citytv
- France : 17 décembre 2016 sur Comédie+
- Québec : 3 février 2020 sur VRAK.TV

- États-Unis : 8,31 millions de téléspectateurs[35] (première diffusion)

Linda Lavin (Phyllis)

### Épisode 22:Une chance de bourse
- États-Unis /  Canada : 19 mai 2016 sur CBS[36] / Citytv
- France : 17 décembre 2016 sur Comédie+
- Québec : 10 février 2020 sur VRAK.TV

- États-Unis : 8,14 millions de téléspectateurs[37] (première diffusion)

- Nick Toth (Richard Pleppler)
- Max Barakat (Jeremy Irving)
- Michelle La (Dakota Nakatumi)
- Carol Avery (Mother)
- Fayelyn Bilodeau (Daughter)